# 龙岗街道 (深圳市)
龙岗街道是中国广东省深圳市龙岗区下辖的一个街道，位處深圳市東北部，龙岗中心城区。

## 歷史
舊時屬寶安縣。到1980年代深圳市成立，龍崗被劃歸深圳市管轄，但一直未被列為深圳經濟特區一部分。於2004年，被改稱做龍崗街道。

## 地理
龙岗街道位于龙岗区北部，东、南与宝龙街道接壤，西与龙城街道、东莞凤岗镇毗邻，北与坪地街道相连、近惠州市惠阳区，总面积58.06平方公里，下辖南联、平南、新生、龙岗、龙岗墟、龙西和五联7个社区，有58个居民小组。2016年，管理人口35.5万，其中户籍人口6.19万。

## 行政区划
龍崗街道原屬深圳市龍崗鎮一部分。
2003年11月26日，撤销龙岗镇，改设龙岗、龙城两个街道。
2016年12月26日龙岗街道和龙城街道合二分三，形成新的龙岗、龙城、宝龙街道。
街道下辖南联、平南、新生、龙岗、龙岗墟、龙西和五联7个社区。

## 交通

### 主要交通幹道
- 龙岗大道（即205國道深圳段）
- 深汕公路
- 深汕高速
- 龍平路

### 地鐵
深圳地鐵3号线貫穿龍崗境內。3号线於2010年12月28日投入運營，全長41.94公里；連接位於福田的益田站與雙龍站。
| 3号线 |

- 南聯、雙龍